# 佩尔斯博陨击坑

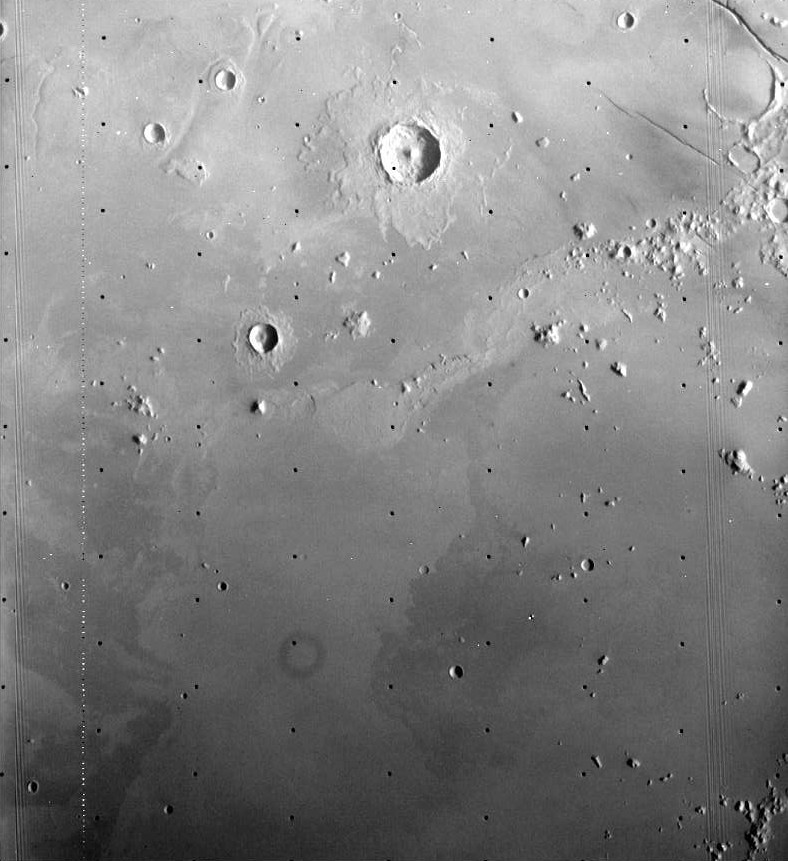
海盗1号轨道器拍摄的图像，佩尔斯博陨击坑位于中上部。

佩尔斯博陨击坑（Persbo）是火星埃律西昂区的一座撞击坑，位于科柏洛斯堑沟群南面，并与发源与堑沟群之一的阿萨巴斯卡谷相毗邻。它的中心坐标位于北纬8.54度、西经203.24度处，直径19.5公里，其名称取自瑞典中部达拉纳省卢德维卡市镇佩尔斯博区，2006年被国际天文联合会行星系统命名工作组批准接受。
撞击坑通常有一圈覆盖着喷射物的边缘，相比之下，火山坑则一般没有边缘或喷射沉积物。较大的陨石坑（直径大于10公里或6.2英里）里面常会有一座中央峰，这种中央峰是因撞击后坑底反弹所形成。

## 另请查看
- 火星气候
- 撞击坑
- 火星撞击坑
- 行星体系命名法
- 火星水文